# Karl-Otto Apel

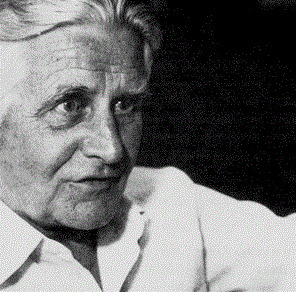
Karl-Otto Apel

Karl-Otto Apel (Düsseldorf, 15 maart 1922 - Niedernhausen, 15 mei 2017) was een Duits filosoof. Hij staat vooral bekend om zijn werk in de taalfilosofie en de ethiek. Apel was een van de meest invloedrijke Duitse filosofen.

## Loopbaan
Apel promoveerde in 1951 aan de Rheinische Friedrich-Wilhelms-Universiteit in Bonn op een dissertatie over Heidegger. Hij was hoogleraar filosofie aan achtereenvolgens de Christian-Albrechts-Universität in Kiel (1962-1969), de Universität des Saarlandes in Saarbrücken (1969-1972) en de Johann-Wolfgang-Goethe-Universität in Frankfurt am Main (1972-1990). Hij werd 95 jaar oud.

## Werk
In Apels werk komen de analytische en continentale filosofische tradities samen, in het bijzonder het pragmatisme van Charles S. Peirce en de hermeneutiek van Martin Heidegger. Als taalfilosoof is hij een vertegenwoordiger van een filosofische taalpragmatiek die zich ontwikkelde uit de taaldadentheorie. Zijn "transzendentale Sprachpragmatik" (transcendentale taalpragmatiek) kan men verstaan als een kritische vernieuwing van de transcendentaalfilosofie van Immanuel Kant. Voortvloeiend uit deze standpunten rond zijn taalfilosofie keert hij zich ook onder andere tegen het latere werk van John Searle. Tevens heeft hij ook onderzoek verricht op vlak van de geschiedenis van de taalfilosofie.
Als hoofdwerk van Apel geldt het in 1973 gepubliceerde werk, Transformation der Philosophie, een collectie van essays die voortvloeiden uit een pragmatische en hermeneutische herinterpretatie van het denken van Ludwig Wittgenstein. Hierin tracht hij een filosofie te creëren die in staat is om te ontsnappen aan de onzinnigheid die voortkomt uit het gebrek aan fundamenten. In dit hoofdwerk keert hij zich ook af van het kritisch rationalisme van Karl Popper: zo beweert Apel dat Popper zich onder andere schuldig maakt aan een pragmatische contractie.
De eigenlijke inzet van de filosofie van Apel is de poging om een verweer te bieden tegen relativistische standpunten, met name op vlak van ethiek. Samen met Jürgen Habermas, een collega en vriend uit zijn studententijd, poogt Apel het probleem rond de morele fundering van de kantiaanse moraaltheorie door zich te beroepen op kommunikationstheoretischen (zie het hoofdwerk van Jürgen Habermas: "Theorie des Kommunikativen Handeln") middelen, opnieuw te funderen. Apel pleit zelfs om nog verder te gaan dan Habermas, en is van mening dat Habermas zijn theorie over het communicatieve handelen tekortschiet om een volledige fundering voor ethiek te bieden De daaruit voortvloeiende discoursethiek (Diskursethik) lokte in de Duitse filosofie grote controverse uit.
Ook de conflicten met Odo Marquard, Hermann Lübbe, Hans Albert, Richard Rorty, Jacques Derrida en Jean-François Lyotard zorgde voor een zekere opschudding in de academische kringen.